# Hale (banda)
Hale es una banda de rock alternativa filipina, integrada por Champ Lui Pio, Roll Martínez, Sheldon Gellada, Paolo y Santiago, formada en Manila. 
Roll y Sheldon se graduaron en Música en la Universidad Santo Tomás de Manila. En 2008, Omnie dejó la banda para realizar otras actividades fuera de la industria musical. Paolo y Santiago también se graduaron en la Universidad de Santo Tomás de Manila. 

## Discografía
- 2005 - Hale
- 2006 - Crepúsculo
- 2008 - Arriba, más allá de

## Premios

### Premios y denominaciones
- Premio de Oro (15 000 unidades) para álbum debut Hale (junio de 2005)
- Premio de Platino (30 000 unidades) para álbum debut Hale (agosto de 2005)
- Premio Doble Platino (60 000 unidades) para álbum debut Hale (noviembre de 2005)
- Premio Triple Platino (90 000 unidades) para álbum debut Hale (mayo de 2006)
- Premio de Oro (15 000 unidades) por segundo álbum Crepúsculo (octubre de 2006)
- MTV Pilipinas 2005 : Best New Artist - Mejor Nuevo Artista
- Premios de Fin Año (2005) : Song of the Year for THE DAY YOU SAID GOODNIGHT - Canción del Año por el día en que dicho GOODNIGHT
- People’s Choice Award for Favorite Band - People's Choice Award por Grupo Favorito . 2006
- 2006 SOP Pasiklaband (GMA 7) : Best Pop Rock Band - Mejor Banda de Rock Pop
- 2006 MTV Video Music Awards Pilipinas : Mejor Video de Pop "Kung Wala Ka"

### Candidaturas
- MyX MUSIC AWARDS 2009-PITONG Araw (canción favorita)
- MTV ASIA AWARDS 2006
- ARTISTA FAVORITA FILIPINAS
- MyX MUSIC AWARDS 2006
- MyX MUSIC AWARDS 2007 - VALS (favorita de rock video)
- MMA 14 - artista favorito
- MMA 19 - ROCK FAVORITOS VIDEO: Vals
- MMA 49 - grupo de favoritos

- Datos: Q5484688